# 天竜浜名湖鉄道TH3000形気動車
天竜浜名湖鉄道TH3000形気動車 （てんりゅうはまなこてつどうTH3000がたきどうしゃ）は、1996年から2021年まで運行していた天竜浜名湖鉄道の気動車である。1995年（平成7年）に2両が製造された。

## 概要
1987年（昭和62年）3月に日本国有鉄道（国鉄）二俣線を第三セクターに転換して開業した天竜浜名湖鉄道は15両のレールバス型気動車で運転を行ってきたが、車体が小型のため輸送力が小さく、多客輸送などに課題を抱えていた。新駅開業により輸送量が増加し、乗客数の変動も大きくなると見込まれたことから、大型の車体を採用した新型車両TH3000形2両を導入することとなった。これにより1995年にTH3501、3502の2両が富士重工で製造された。

## 車体
富士重工業製の軽快気動車LE-DCの一種で、平成筑豊鉄道200形・300形、甘木鉄道AR200形に続いて18 m級車体を採用した。開業時から使用されているTH1形などのレールバス型の車両では、バス用部品を多用したリベット構造の車体が採用されたが、TH3000形では一般の鉄道車両と同様、溶接構造を採用し、車体長も3 m延長されている。前面は貫通式、乗務員室は左側で、乗務員室側にのみ乗務員用扉が設けられた。運転台窓は視界拡大のため角部に回り込んでいる。前照灯、尾灯は一体のケースに入った角形のものが採用された。900 mm幅の引き戸の客用扉が片側2か所、両車端に設けられた。扉間には上段固定、下段上昇の幅1,200 mmの窓7組が設けられたが、戸袋部に窓はない。全車トイレの装備はない。沿線の緑に映えるよう、白をベースとし、オレンジの濃淡のストライプ3本が窓下に入る塗装が採用された。発注者によって仕様が異なっていたLE-DCの仕様が標準化されていく過程の末期にあたる車両であり、車体構造は1998年（平成10年）に製造される明知鉄道アケチ10形以降の車両で採用される第三セクター鉄道協議会の標準仕様に近いものとなっている。
4人掛けボックスシート10組を備え、扉付近のみロングシートとなった。後位乗降口付近には車椅子スペースも設置された。座席表布はレンガ色となり、上部には同色のヘッドレストカバーが設けられた。カーテンは横引き式となり、つり革は出入り口付近にのみ設けられた。天井は平天井となり、屋根内に空調用ダクトが通されている。ワンマン運転用の装備も従来車より改良の上装備されている。

## 走行装置
エンジンは、カミンズ製NTA855-R1ディーゼルエンジンを1基搭載、定格出力257 kW (350 PS) / 2,000 rpmに設定された。車体の大型化、冷房能力の強化に対応し、従来車より出力の大きなエンジンが採用されている。動力は変速2速、直結1速の新潟コンバーター製TACN-22-1614液体変速機を介して2軸駆動の台車に伝達される。台車は上枕空気ばね、軸ばね式FU50D/Tが採用された。制動装置はSME三管式直通ブレーキが採用され、抑速用として機関、排気ブレーキが併用される。従来車との併結運転が可能であった。

## 空調装置
暖房装置はエンジン排熱を利用した温風式である。冷房装置は能力25.6 kW（22,000 kcal/h）のもの2基が設置された。

## 車歴
| 形式   | 車両番号 | 製造       | 廃車      |
| ------ | -------- | ---------- | --------- |
| TH3000 | 3501     | 1995年12月 | 2021年5月 |
| TH3000 | 3502     | 1995年12月 | 2010年9月 |

## 運用
1996年（平成8年）より運用を開始した。本形式登場と同時に新設され、2000年（平成12年）まで運転されていた快速列車に優先的に運用された。2005年（平成17年）にはトロッコ列車の牽引用として使用されていたTH211が廃車されたため、TH3501の塗装をトロッコ列車用THT100形・THT200形客車にあわせたものに変更、砂撒き装置の追加などの改造を行った上トロッコ列車牽引車となった。2006年（平成18年）にTHT100形・THT200形が廃車された後もそのままの塗装となっている。TH1形を置き換えたTH2000形・TH2100形・TH9200形とはブレーキ方式が異なるため、連結して運転することができなかった。
TH3502は2008年（平成20年）2月以降休車扱いとなっていたが、2010年（平成22年）9月に廃車となり、同月8日から11日にかけて解体された。
2020年（令和2年）時点ではTH3501の1両のみが運用されていた。同車は2015年（平成27年）10月18日からマリメッコの生地を使用したカーテン、ヘッドレストカバーに交換の上、「スローライフトレイン」として運行されていたが、2020年12月3日に故障で営業運転ができなくなったため、2021年5月23日をもって運転を終了した。ラストランは不具合が起きる可能性があるため、客を乗せずに運行された。

### 書籍
- 寺田 祐一『私鉄気動車30年』JTBパブリッシング、2006年。ISBN 4-533-06532-5。

### 雑誌記事
- 『鉄道ピクトリアル』通巻597号「新車年鑑1996年版」（1996年10月・電気車研究会）
  - 藤井信夫、大幡哲海、岸上明彦「各社別車両情勢」 pp. 88-105
  - 天竜浜名湖鉄道（株）運転課 藤田 禎宏「天竜浜名湖鉄道 TH3000形」 pp. 135-136
  - 「民鉄車両諸元表」 pp. 181-183
  - 「1995年度車両動向」 pp. 183-210
- 『鉄道ピクトリアル』通巻658号「<特集> レールバス」（1998年9月・電気車研究会）
  - 「第三セクター・私鉄向け 軽快気動車の発達 富士重工業」 pp. 28-31
  - 高嶋修一「第三セクター・私鉄向け軽快気動車の系譜」 pp. 42-55
- 『レイルマガジン』通巻230号付録（2002年11月・ネコ・パブリッシング）
  - 岡田誠一「民鉄・第三セクター鉄道 現有気動車ガイドブック2002」 pp. 1-32
- 『レイルマガジン』通巻250号（2004年7月・ネコ・パブリッシング）
  - 寺田 祐一「私鉄・三セク気動車 141形式・585輌の今!」 pp. 4-50
- 『鉄道ピクトリアル』通巻767号「鉄道車両年鑑2006年版」（2006年10月・電気車研究会）
  - 岸上 明彦「2005年度民鉄車両動向」 pp. 118-140
- 『鉄道ピクトリアル』通巻855号「鉄道車両年鑑2011年版」（2011年10月・電気車研究会）
  - 岸上 明彦「2010年度民鉄車両動向」 pp. 123-154
  - 「各社別新造・改造・廃車一覧」 pp. 210-222
- 「9/11,天竜浜名湖鉄道TH3502,解体〜搬出される」『鉄道ファン』第596号、交友社、2010年12月、164頁。

### Web資料
- “天浜線の歴史”.   天竜浜名湖鉄道. 2017年10月29日閲覧。
- “乗車・車両のご案内”.   天竜浜名湖鉄道. 2017年10月29日閲覧。
- “マリメッコ・カーテンと日本原風景にゆれる 『スローライフトレイン（レトロ ドロフィーズ）』運行について”.   天竜浜名湖鉄道 (2017年4月4日). 2017年10月29日閲覧。
- “TH3000形（TH3501 号車）の再利用に関する応募要領” (PDF).   天竜浜名湖鉄道 (2021年4月21日). 2021年5月時点のオリジナルよりアーカイブ。2021年5月5日閲覧。